# Шурд Арс
Шу̀рд А̀рс (на нидерландски: Sjoerd Ars [ˈʃuːrt ˈɑrs]) е нидерландски футболист, нападател. Роден е на 15 април 1984 г. в град Терборг, Нидерландия. Подвизава се в китайския Тяндзин Теда отдаден под наем от българския ПФК Левски (София), където се присъединява през 24 юни 2011 г. .

## Кариера
Кариерата на Арс започва в юношеските формации на Фейенорд. Първия си професионален договор подписва през 2002 с „Де Граафсхап“. Изиграва 13 мача, в които вкарва 2 гола. След това играе един сезон в Алмере Сити. През 2006 преминава в „Гоу Ахед Игълс“ и става един от лидерите на отбора, като вкарва 33 попадения в 74 срещи. През 2008 преминава в „Розендал“ където записва същият актив като в „Гоу Ахед Игълс“ - 2 сезона, 74 мача и 33 гола. През 2009 вкарва 4 гола на ФК Дордрехт. През 2010 е взет във ФК „Зволе“. Вкарва 11 гола в първите си 10 срещи за тима. Нидерландецът получава оферта от Байерн Мюнхен II, но отказва. Става втори голмайстор на Ередивиси с 28 гола. От юни 2011 носи екипа на Левски София. През есенния полусезон записва в 17 срещи във всички турнири (14 в А група, 2 в Лига Европа и 1 за Купата на България) като успява да се разпише 8 пъти (6 пъти в А група и 2 пъти в Лига Европа). Въпреки успешния си първи полусезон в българския футбол, след треньорска рокада в Левски той е даден под наем на китайския Тяндзин Теда. 